# Carol Molnau

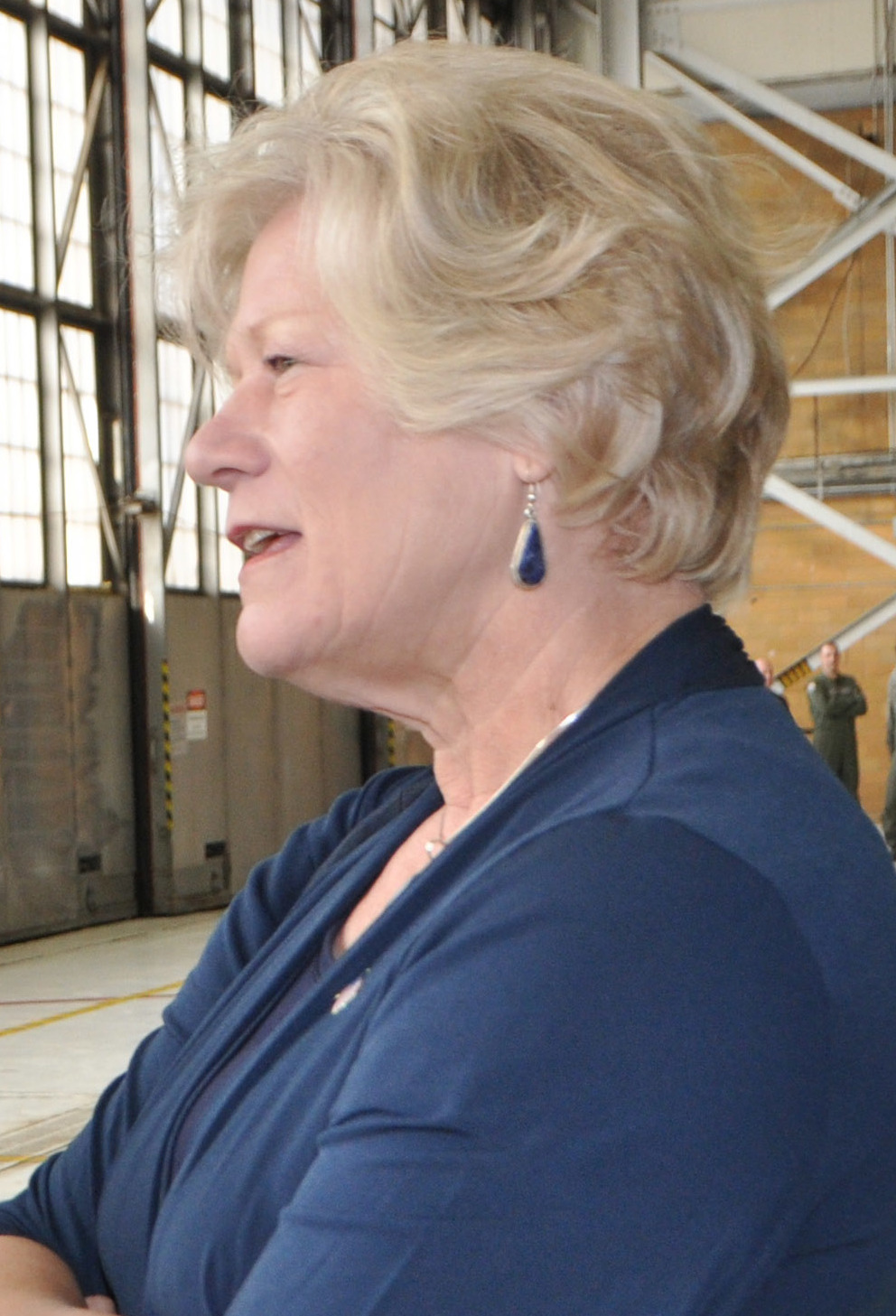
Carol Molnau.

Carol L. Molnau, född 17 september 1949 i Waconia i Minnesota, är en amerikansk republikansk politiker. Hon var Minnesotas viceguvernör 2003–2011.
Molnau var verksam som jordbrukare i Minnesota när hon blev politiskt aktiv som republikan. Hon var ledamot av Minnesotas representanthus 1993–2002 och därefter viceguvernör under Tim Pawlenty i åtta år. I Pawlentys administration var hon samtidigt Minnesotas transportminister tills hon blev avsatt från den posten av delstatens lagstiftande församling år 2008.